# Michail Alexandrowitsch Lifschitz

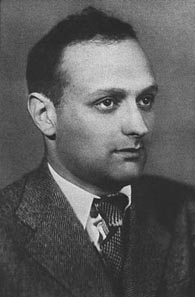
Michail Lifschitz (1933)

Michail Alexandrowitsch Lifschitz (russisch Михаи́л Алекса́ндрович Ли́фшиц; * 10. Julijul. / 23. Juli 1905greg. in Melitopol, Russisches Kaiserreich; † 28. September 1983 in Moskau) war ein sowjetischer marxistischer Literaturkritiker und Kunstphilosoph. In den 1930er Jahren war er ein enger Freund und Mitarbeiter von Georg Lukács.

## Leben und Werk
Lifschitz wurde in Melitopol geboren und begann ein Studium an der Kunsthochschule Wchutemas in Moskau. Nach Auseinandersetzungen mit seinen Lehrern wechselte er jedoch 1929 ans Moskauer Marx-Engels-Institut, wo er 1930 Georg Lukács traf und ihn auf die ästhetischen Ideen von Marx aufmerksam machte. Er war Sekretär der Redaktion der Zeitschriften Letopisi marksizma und des Archiv Marksa i Engel'sa, in denen viele Erstdrucke von Marx-Engels-Manuskripten veröffentlicht wurden. Als im März 1931 alle Mitarbeiter des Marx-Engels-Instituts auf ihr Verbleiben oder ihre Entlassung überprüft wurden, entschied die „Zentrale Revisionskommission der Arbeiter- und Bauern-Inspektion“ auf „Belassen“. Ab 1932 war er daneben an der Kommunistischen Akademie tätig. In den 1930er Jahren wurde unter seiner Redaktion die Reihe „Klassiker der Ästhetik“ mit Werken von Winckelmann, Lessing, Goethe, Schiller und Vico herausgegeben. Außerdem schrieb Lifschitz viele Aufsätze, Rezensionen und Polemiken in Literaturzeitschriften wie der 1940 verbotenen Literaturnyj kritik und der bekannten Literaturnaja gaseta.
Bei Ausbruch des Deutsch-Sowjetischen Krieges meldete er sich als Freiwilliger zur Roten Armee. In den späten 1950er Jahren führten Lifschitz’ Schriften über Sozialismus und die Entwicklung der sowjetischen Gesellschaft zu Auseinandersetzungen mit führenden sowjetischen Intellektuellen und zu seinem Ausschluss aus der KPdSU. In derselben Zeit, der Tauwetter-Periode, ergab sich eine Zusammenarbeit zwischen Lifschitz und dem sowjetischen Philosophen Ewald Iljenkow. Trotz seiner Kritik des sowjetischen Systems blieb Lifschitz ein Vertreter des Marxismus-Leninismus und wurde 1975 in die Kunstakademie der UdSSR aufgenommen, wo er eine leitende Stellung innehatte.
Auf die Bitte des Schriftstellers Alexander Twardowski schrieb Lifschitz 1961 eine Rezension von Solschenizyns Erstlingswerk Ein Tag im Leben des Iwan Denissowitsch, die in der Zeitschrift Nowy Mir veröffentlicht wurde. In seinen kunsttheoretischen Schriften setzte er sich besonders kritisch mit der modernen Kunst auseinander. Der Großteil seiner Werke ist nur auf Russisch erhältlich. In deutscher Übersetzung erschienen Karl Marx und die Ästhetik, die Sammlung Die dreißiger Jahre. Ausgewählte Schriften, welche auch eine überarbeitete Version von Karl Marx und die Ästhetik enthält, sowie Krise des Häßlichen. Vom Kubismus zur Pop Art eine Kritik der modernen Kunst in der Fundus-Reihe des VEB Verlag der Kunst Dresden. 1948 wurde der von ihm herausgegebene Sammelband Karl Marx, Friedrich Engels: Über Kunst und Literatur. Eine Sammlung aus ihren Schriften auf Deutsch veröffentlicht. Bereits 1938 erschien The Philosophy of Art of Karl Marx in englischer Übersetzung.

## Ausgewählte Werke
- The philosophy of art of Karl Marx. Ed. by Angel Flores. Transl. from Russian by Ralph B. Winn. Critics Group, New York 1938.

In deutscher Übersetzung:
- Karl Marx und die Ästhetik. Verlag der Kunst, Dresden 1960 (2. Auflage 1967) (Fundus-Reihe 3).
- Krise des Häßlichen. Vom Kubismus zur Pop Art. Verlag der Kunst, Dresden 1971 (Fundus-Reihe 26).
- Die dreißiger Jahre. Ausgewählte Schriften. Verlag der Kunst, Dresden 1988 (Fundus-Reihe 113–115).

Als Herausgeber in deutscher Übersetzung:
- Karl Marx, Friedrich Engels: Über Kunst und Literatur. Eine Sammlung aus ihren Schriften. Verlag Bruno Henschel und Sohn, Berlin 1948 (6. Auflage 1953).